# 통일신라의 불교
통일신라의 불교를 크게 3등분하면 다음과 같다.
1. 전성기: 문무왕(재위 661∼681)에서 혜공왕(재위 765∼780) 때까지로서 불교문화의 극치를 이룬 시기
2. 침체기: 선덕왕(재위 780∼785) 때부터 헌덕왕때까지로서, 불교(佛敎)가 국가사회에 별로 영향을 주지 못한 시기
3. 선법전래기(禪法傳來期): 흥덕왕 원년(826)에서 신라멸망기(935)까지로 나눈다.

통일 신라의 전성기에는 많은 고승들이 속출하였는데 그 대표적 인물은 원효(元曉) · 의상(義湘) · 원측(圓側)이다. 
통일 신라의 불교 사상은 단순한 동질적 성격을 가졌다고 볼 수 없다. 668년 신라가 반도를 통일한 뒤, 신라는 917년 고려왕조에 의해 대체될 때까지 근 250년이란 긴 수명을 유지하지만 대개 전 100년과 후 150년으로 구분되는 두 개의 사상적 특징을 보인다. 때문에 통일신라의 불교는 전기와 후기로 구분할 수 있다. 전기는 불교 사상이 건전한 발전을 계속한 시기이고, 후기는 그 사상내용이 점차 타락쇠퇴의 길을 달리는 시기라고 볼 수 있다.

## 주요 인물
남북국 시대 신라의 전성기, 즉, 문무왕(재위 661∼681)에서 혜공왕(재위 765∼780) 때 동안에는 많은 고승들이 속출하였는데 그 대표적 인물은 원효(元曉) · 의상(義湘) · 원측(圓側)이다. 
원효(元曉, 617∼686)는 45세 때(文武王 원년: 661) 의상(義湘)과 함께 당에 가던 도중 불교의 참된 진리를 체험하고 도중에 돌아와 저술과 교화에 힘쓰다가 신문왕 6년(686)에 입적하였다.  그의 저술은 240여 권이라는 방대한 규모이며 오늘날 20부 22권의 전집에 수록되어 있다.  그의 중심사상은 원융회통(圓融會通)으로 모든 사상을 깊이 연구하여 서로 상통하는 원리를 구현시킴이 중심과제이다.  
의상(義湘, 625∼702)은 문무왕(文武王) 원년에 당에 유학하여 지엄(至嚴)의 문하에서 학명을 떨치고, 문무왕 11년(671)에 돌아와 부석사(浮石寺)를 건립하여 화엄교학의 중심도량으로 삼았다.  이리하여 3000여 제자가 운집했으며 그 중에 뛰어난 제자 10인을 상문10덕(湘門十德)이라고 했다.  원효는 교화 · 연구 · 저술에 힘쓴 반면 의상은 후진교육 · 교단향상에 크게 이바지하였다.  
원측(圓測, 613∼696)은 왕손으로서 15세때 당에 유학하여 고승들에게 유식론(唯識論)을 배우고 산스크리트어 등 6개 국어에 능통했으며, 당 태종에게서 도첩(圖牒)을 받고 유가론(瑜伽論) · 유식론(唯識論)을 강의했다.  그는 중국의 규기(窺基)의 전통적 유식사상보다 앞선 대가였다.  
이 밖에도 성덕왕(재위 702∼764) 때의 혜초(惠超), 경덕왕(재위 742∼764)때의 대현(大賢) · 진표(眞表), 고구려 출신 승려 보덕(普德) · 혜량(惠亮) 등의 고승들이 있었다.

## 통일 신라의 불교 사상

### 전기
통일 신라의 전기와 후기의 불교사상에는 현격한 내용 차이가 있다. 전기불교는 단적으로 교학(敎學)을 위주로 했다면, 후기불교는 단적으로 선학(禪學)을 위주로 했음이 확실하다.
통일 신라 전기에 속하는 학승(學僧)으로서는 원효(元曉) · 원측(圓測) · 의상(義湘) · 경흥(憬興) · 의적(義寂) · 도증(道證) · 승장(勝莊) · 도륜(道倫) · 대현(大賢) · 표훈(表訓) 등이 있으나 본격적으로 불전에 대한 주소(註疏)를 남긴 학승은 원효에게서 비롯된다. 
원효는 한국사를 통하여 전무후무한 대학자이었는데, 그의 저술은 81부 200여권에 달한다. 그는 《화엄경》 《열반경》 《법화경》 《반야경》 《심밀경》 《미타경》 《능가경》 등 대승불교의 여러 경에 통효(通曉)해 있었고 《대승기신론(大乘起信論)》 《요가론(瑜伽論)》 《섭대승론(攝大乘論)》 《성유식론(成唯識論)》 《[중변분별론]](中邊分別論)》 《인명론(因明論)》 등 대승논서를 중시한 학습을 했다. 그중에서도 원효의 기본사상을 가장 잘 알게 해주는 현존문헌은 그의 《대승기신론소》 및 《대승기신론별기(別記)》와 《금강삼매경론》이다. 
원효는 《금강삼매경》을 대승의 깊은 뜻과 의미를 총섭(總攝)한 것으로 보고 《섭대승경(攝大乘經)》 또는 《무량의종경(無量義宗經)》이라고도 부르고 있는데, 그는 《대승기신론소》에서와 마찬가지로 인간의 심식(心識)을 깊이 통찰하여 8식설(八識說)에 의거하여 인간은 모름지기 제 9식, 본각(本覺)에 귀입(歸入)하는 것을 최고 최후의 목표로 삼아야 한다고 가르쳤다. 그의 이같은 이상은 귀일심원(歸一心源) 또는 환귀일심(還歸一心)이라고도 표현하고 거기에 도달하는 수단으로서 6바라밀(波羅密)의 실천을 강조하였다. 
그러나 원효는 6바라밀의 실천, 그 중 계(戒)의 실천을 매우 심오하고 폭넓게 생각하여 율법주의의 편견에 사로 잡히지 않는 대장부의 면모를 보였다. 그의 계율관을 분명히 드러내 주고 있는 것이 《보살계본지범요기(菩薩戒本持犯要記)》 또는 《범망경소(梵網經疏)》와 같은 문헌이다. 그는 종파적 대립을 초월하면서도 개성의 상대적 가치를 인정하였으므로 그의 근본입장을 화쟁(和諍)이라고 할 수가 있다. 그는 이를테면 인간 사이의 조화와 일치에 불가결한 철학적 원리와 윤리적 방향을 제시한 민족의 대사상가라고 말할 수 있다. 
의상은 일찍이 원효와 동도(同道)하여 입당(入唐)을 계획, 원효가 이미 도(道)를 알고 홀로 귀향한 뒤 당에 유학, 삼국통일 이듬해에 귀국하여 원효와 더불어 신라 통일기의 지도적 사상가가 되었는데, 그는 중국에서는 화엄종의 지엄(智儼)으로부터 배웠고, 법장(法藏)과 동학이었다. 
의상은 문무왕 16년, 나이 52세 때에 왕명으로 태백산(太伯山)에 부석사(浮石寺)를 세우고 화엄일승(華嚴一乘)을 개연(開演)하였다. 의상에게는 10명의 제자가 있었다. 오진(悟眞) · 지통(智通) · 표훈(表訓) · 진정(眞定) · 진장(眞藏) · 도융(道融) · 양원(良圓) · 상원(相源) · 능인(能仁) · 의적(義寂)이 그들이다. 이들은 의상의 《일승법계도(一乘法界圖)》에 관한 스승과의 대화와 자기들 나름의 해석을 《법계도기총수록(法界圖記叢髓錄)》이라는 책을 상 · 하 양권으로 남겨 현존하고 있는데 이 책을 보면 그 《법계도》가 당시 얼마나 중시되고 널리 보급되어 있었는가 하는 것을 알 수 있다. 
원측(圓測)은 의상과 동시대인으로서 약간 앞서 입당하여 끝내 신라로 귀국하지는 않은 사람이나 그의 학문은 멀리 당나라에서 명성을 떨쳤다. 왕손으로 일찍이 출가하였고 입당 후에는 현장에게서 배웠다. 《유가론》 《유식론》 《구사론》 《성실론》 등의 논(論)과 대 · 소승의 경에 통했다. 송나라 《고승전(高僧傳)》을 보면 현장이 새로 번역한 《유식론》을 강(講)하여 자은(慈恩) 규기(窺基)에게 주자, 원측(圓測)은 그 기회를 얻지 못하여 문지기를 꾀여 몰래 그 강(講)을 듣고 규기 못지 않게 이에 통달하게 되었다. 측천무후(則天武后)때에는 역경관(譯經館)에 들어가, 인도의 지바하라(地婆訶羅)가 《밀엄경(蜜嚴經)》을 번역할 때, 5대덕(大德)의 상수(上首)가 되어 이에 참여할 정도로 어학에도 능통하였다. 
승장(勝莊)과 도증(道證)은 원측의 문인으로 모두 유식에 관한 저술들을 남겼다. 또 순경(順璟)과 신방(神昉) · 둔륜(遁倫) · 지인(智仁)등과 더불어 입당(入唐) 유학을 하고 돌아온 사람들도 유식계통의 학승(學僧)들이다. 
문무왕과 신문왕대에 걸쳐서 경흥(憬興)의 이름이 높았다. 효소왕 원년(701년)에는 당나라 법장(法藏)의 문인 승전(勝詮)이 《화엄소초(華嚴疏抄)》를 가지고 와서 의상에게 바쳐 우리나라 화엄학이 더욱 발달하게 되었다. 그 후 범수(梵修)라는 사람이 중국에 건너가 《신역후분화엄경관사의소(新譯後分華嚴經觀師義疏)》를 구해 가지고 왔다. 즉 징관(澄觀)의 소(疏)를 말하는데 그것이 찬술된 지 12년만에 동전(東傳)하게 되었다. 이렇게 발달된 화엄학을 신라의 심상(審祥) 등이 일본에 전해주었다. 
명효(明曉)란 승려 역시 같은 시기에 입당했다가 진언(眞言)의 묘의를 우리나라에 전했다고 하는데, 그는 《불공견색다라니경》 1부를 중국에서 번역하는 데 참여하였다고 한다. 현재 동명(同名)의 승려가 남긴 《해인삼매도(海印三昧圖)》가 있는데, 이는 의상의 《일승법계도》를 본딴 것이지만 이것이 동일인의 것인지는 분명치 않으나 만약 그렇다면 당시의 불교사상가들이 지녔던 경향을 알 수 있을 것 같다. 진언종과 화엄종 일승사상과의 혼융이란 현상이 나타나기 때문이다. 
대현(大賢)은 혹 태현(太賢)이라고도 하였는데, 경덕왕 때의 사람으로, 경주 남산의 용장사(茸長寺)에 살았다고 한다. 그 절에는 자씨석불(慈氏石佛)이 있었고 대현이 항상 이를 선요(旋繞)하였는데, 그 정성에 동하여 그 석불이 대현이 돌 때마다 같이 따라 돌았다고 《삼국유사》가 전하고 있다. 대현은 유식에 정통했고 또 동시에 다른 많은 경들에도 능통했으며 매우 신통력이 있는 중이었다. 대현의 저술에는 《고적기(古迹記)》라는 이름이 많이 붙어 있는데, 이는 겸허한 대현의 인품을 말해주는 것이다. 우리는 그가 관심을 표한 경론의 종류를 보면서 원효 이래 통일 신라의 불교사상이 대체로 어떤 방향으로 흘러갔던가 하는 것을 짐작할 수 있다.

### 후기
통일 신라의 후기, 즉, 8세기 후반∼9세기의 사상계는 표면상으로는 선사(禪師)들의 분주한 중국 왕래와 9산 개문의 사건이 있었으나 실제로는 무언가 병폐를 안기 시작하였다고 보는 것이 마땅할 것이다. 8세기 후반부터 시작된 선(禪)에 대한 취향은 9세기에 들어서자 지배적인 경향으로 변했다. 
단적으로 말하여 교종은 일시에 쇠잔하고, 중국에서 보리달마(菩提達摩)에 의해 계발되고 6조 혜능(慧能) 때부터 두드러진 종파색을 드러낸 선종이 이제 신라의 불교계를 풍미하기에 이르렀다. 신라의 학승들은 앞을 다투어 당나라에 들어가 그 문하에 들지 않으면 행세를 못할 판국에 이르렀다.
중국에서는 6조(祖) 혜능 때에 남돈선(南頓禪)과 북점선(北漸禪)으로 갈라져 있었는데, 중국 자체에서 남선(南禪)이 득세하자 신라의 선문(禪門)도 자연히 그 경향을 따르지 않을 수가 없었다. 신라에는 이 남돈선만이 크게 흥하고 혜능은 이제 불조(佛祖) 석가의 자리를 능가할 지경이 되었다.

## 참고 문헌
- 이 문서에는 다음커뮤니케이션(현 카카오)에서 GFDL 또는 CC-SA 라이선스로 배포한 글로벌 세계대백과사전의 "종교·철학 > 한국의 종교 > 한국의 불교 > 한국의 불교〔서설〕 > 통일신라시대의 불교" 항목을 기초로 작성된 글이 포함되어 있습니다.
- 이 문서에는 다음커뮤니케이션(현 카카오)에서 GFDL 또는 CC-SA 라이선스로 배포한 글로벌 세계대백과사전의 "동양사상 > 한국의 사상 > 통일신라시대의 사상 > 통일신라시대의 불교사상 > 통일신라시대의 불교사상〔槪說〕" 항목을 기초로 작성된 글이 포함되어 있습니다.